# Paulina Schnurrer
Paulina Schnurrer (* 25. März 2007 in Freiburg im Breisgau) ist eine deutsche Schauspielerin, die durch die Familienserie Tiere bis unters Dach als Kinderdarstellerin bekannt wurde.

## Leben
Paulina Schnurrer wurde 2007 in Freiburg geboren und verbrachte ihre ersten zehn Lebensjahre dort. Nach dem Abschluss der Grundschule zog sie mit ihrer Familie nach Isny im Allgäu, wo sie das Gymnasium besucht.
Seit 2017 spielt Schnurrer mit der Rolle der Lucy Krämer eine der Hauptrollen in der deutschen SWR-Fernsehserie Tiere bis unters Dach.
Neben der Schauspielerei verbringt Paulina Schnurrer ihre Freizeit am liebsten mit Zeichnen, Klavier spielen, Fußball und Klettern.

## Filmografie
- seit 2017: Tiere bis unters Dach